# Південно-Західний Балтім
Південно-Західний Балтім – газове родовище у єгипетському секторі Середземного моря. Разом із розташованим за десяток кілометрів родовище Нурос відоме як Великий Нурос.
Родовище виявили в 2016-му за 12 км від узбережжя унаслідок спорудження розвідувальної свердловини Baltim South West 1X, яка досягнула глибини у 3750 метрів та перетнула газонасичені інтервали загальною товщиною 120 метрів, зокрема, 62 метра пісковиків із гарними характеристиками у відкладеннях Мессінського ярусу. Того ж року поширення покладів підтвердили за допомогою оціночної свердловини Baltim South West 2X, що перетнула газонасичені інтервали загальною товщиною 102 метри (із них 86 метрів у двох пісковикових структурах). Запаси родовища первісно оцінили у 28 млрд м3.
Південно-Західний Балтім ввели у розробку в 2019 році, для чого в районі з глибиною 23 метра встановили платформу, конструкції якої важать 2400 тон. Первісно в роботу ввели Baltim South West 1X, при цьому план розробки передбачав спорудження ще 5 свердловин (відомо, що в 2019-му на родовищі працювала самопідіймальна бурова установка «El Qaher II»), що мало збільшити добовий видобуток з 2,8 до 14,1 млн м3 на добу.
Видачу продукції організували по трубопроводу до газопереробного заводу Абу-Маді.
Родовище знаходиться на ліцензійній ділянці Baltim South, інвесторами якої на паритетних засадах виступають Eni та BP.